# Ондо, Уоррен
Уоррен Ллойд Мак Старски Ондо (фр. Warren Lloyd Mac Starsky Ondo; род. 31 января 2003, Габон) — габонский футболист, нападающий.

## Карьера
В июле 2022 года перешёл в молдавское «Динамо-Авто». Дебютировал за клуб 31 июля 2022 года против клуба «Милсами». По итогу первой половину сезона футболист вместе с клубом занял последнее место в турнирной таблице и отправился во вторую фазу за место в Суперлиге. Первым результативным действием за клуб отличился 17 марта 2023 года в матче против кишинёвской «Виктории». В следующем матче 31 марта 2023 года против клуба «Фалешты» отличился дублем из результативных передач. Дебютный гол за клуб забил 3 мая 2023 года в матче против клуба «Фалешты». Вместе с клубом стал победителем раунда плей-офф, где в финале 24 мая 2023 года победил кишинёвскую «Викторию». В сентябре 2023 года футболист стал игроком азербайджанского клуба «Загатала». В июле 2024 года футболист покинул клуб.